# Serhat Kot
Serhat Kot (Bielefeld, 12 augustus 1997) is een Turks-Duits voetballer, die als middenvelder voor Turgutluspor speelt.       

## Carrière
Serhat Kot speelde in de jeugd van VfL Schildesche, VfL Theesen, Borussia Dortmund, FC Schalke 04 en SC Preußen Münster. Zijn eerste wedstrijden voor een seniorenelftal speelde hij voor Altay SK, waarmee hij drie wedstrijden op het vierde niveau van Turkije speelde. Na een half jaar keerde hij weer terug naar Duitsland, waar hij een half jaar voor het tweede elftal van 1. FC Nürnberg speelde. Hierna vertrok hij weer naar Turkije, waar hij bij Fenerbahçe SK in het tweede elftal terechtkwam. Hij debuteerde in het eerste elftal van Fenerbahçe op 13 december 2017, in de met 1-4 gewonnen bekerwedstrijd tegen Adana Demirspor. Na een tweede bekerwedstrijd tegen Istanbulspor speelde hij op 11 februari 2018 zijn enige wedstrijd voor Fenerbahçe in de Süper Lig, een invalbeurt in de met 0-2 gewonnen uitwedstrijd tegen Istanbul Başakşehir. In 2019, na een jaar zonder speelminuten in het eerste elftal, vertrok Kot transfervrij naar MVV Maastricht. Hij debuteerde voor deze club in de Eerste divisie op 26 augustus 2019, in de met 0-1 gewonnen uitwedstrijd tegen Jong PSV. Kot speelt zeventien wedstrijden voor MVV en scoorde één doelpunt. In juli 2020 ging hij transfervrij weg bij MVV. Hij vertrok in januari 2021 naar 1922 Konyaspor in Turkije. Hier speelde hij een half jaar, waarna hij naar Turgutluspor vertrok.     

### Statistieken
| Seizoen                       | Club              | Land           | Competitie          | Competitie | Competitie | Beker | Beker | Totaal | Totaal |
| Seizoen                       | Club              | Land           | Competitie          | Wed.       | Dlp.       | Wed.  | Dlp.  | Wed.   | Dlp.   |
| ----------------------------- | ----------------- | -------------- | ------------------- | ---------- | ---------- | ----- | ----- | ------ | ------ |
| 2016/17                       | Altay SK          | Turkije        | TFF 3. Lig          | 3          | 0          | 1     | 0     | 4      | 0      |
| 2016/17                       | 1. FC Nürnberg II | Duitsland      | Regionalliga Bayern | 13         | 0          | –     | –     | 13     | 0      |
| 2017/18                       | Fenerbahçe SK     | Turkije        | Süper Lig           | 1          | 0          | 2     | 0     | 3      | 0      |
| 2018/19                       | Fenerbahçe SK     | Turkije        | Süper Lig           | 0          | 0          | 0     | 0     | 0      | 0      |
| 2019/20                       | MVV Maastricht    | Nederland      | Eerste divisie      | 17         | 1          | 1     | 0     | 18     | 1      |
| 2020/21                       | 1922 Konyaspor    | Turkije        | TFF 2. Lig          | 13         | 0          | 0     | 0     | 13     | 0      |
| 2021/22                       | Turgutluspor      | Turkije        | TFF 2. Lig          | 13         | 0          | 1     | 0     | 14     | 0      |
| Carrièretotaal                | Carrièretotaal    | Carrièretotaal | Carrièretotaal      | 60         | 1          | 5     | 0     | 65     | 1      |
| Bijgewerkt op 7 februari 2022 |                   |                |                     |            |            |       |       |        |        |